# Resolució 359 del Consell de Seguretat de les Nacions Unides
La Resolució 359 del Consell de Seguretat de les Nacions Unides, fou aprovada per unanimitat el 15 d'agost de 1974, després de notar amb preocupació un informe del Secretari General de les Nacions Unides sobre l'acció militar contínua a Xipre i recordant que la Força de les Nacions Unides pel Manteniment de la Pau a Xipre situada allí amb el ple consentiment dels governs de Xipre, Turquia i Grècia, el Consell va lamentar el fet que membres de la Força hagin estat assassinats i ferits. La Resolució exigeix que totes les parts respectin l'estat de la Força i exigeixin que totes les parts cooperin amb ells en el compliment de les seves tasques en tots els àmbits de Xipre.
La resolució es va aprovar amb 14 vots contra cap. La República Popular de la Xina, no va participar en la votació.